# دزن
دزن (به آلمانی: Deesen) یک شهر در آلمان است که در وستروالدکرایس واقع شده‌است.